# 1. skupina specialnih sil (ZDA)
1. skupina specialnih sil (izvirno angleško 1st Special Forces Group) je vojaška specialna enota, ki je del Specialnih sil (oz. Zelenih baretk) Kopenske vojske.
Skupina je zadolžena za pokrivanje Pacifika.

## Zgodovina
Skupina je bila ustanovljena 24. junija 1957 v Camp Draku (Japonska).

## Organizacija
- 1. bataljon
- 2. bataljon
- 3. bataljon